# Gouken
Gouken (剛拳?, Gōken) è un personaggio immaginario della serie di videogiochi Street Fighter. Allievo insieme al fratello Akuma del maestro Goutetsu e successivamente maestro di Ken e Ryu, ex mentore di Dan Hibiki.
La sua prima apparizione ufficiale avviene nel 1993 con il manga Street Fighter II: Ryu qui è anche padre adottivo di quest'ultimo, come lottatore giocabile nel 2009 in Street Fighter IV, nonostante le smentite da parte delle pr di Capcom qui adempie anche il ruolo della leggenda di Sheng Long per volontà di Yoshinori Ono.

## Descrizione
Gouken è nato in Giappone, è alto 185 cm, pesa 90 kg, ha gli occhi marroni, barba e baffi, stempiato e i capelli bianchi lunghi raccolti con un manufatto sferico, ha una cicatrice sulla fronte a sinistra.
Oltre la maestria della disciplina Ansatsuken, è anche maestro del Potere del Nulla, una disciplina che si dice sia in grado di sconfiggere il Satsui no Hado.
Fratello maggiore di Akuma, insieme (anche nei nomi) Gouken (Sheng Long) e Gouki (Akuma) incarnano i contrasti del bene/male; pietà/crudeltà; bianco/nero; iconografia analoga allo Yin e Yang.

## Cronache
Street Fighter Alpha 
Gouken è presente solo nel finale illustrato del fratello Akuma, come presunta vittima deceduta.
 Street Fighter IV 
Nel 2008, Gouken fa il suo debutto come boss segreto nella versione esclusiva per coin-op di SFIV, qui bisogna raggiungere determinati requisiti di vittoria (0 continue, 2 perfect, 3 ultra finish) per affrontarlo, in seguito viene canonizzato come lottatore giocabile nella versione per console casalinghe del 2009.
Un suo titolo nel gioco SFIV è [Alias Sheng Long] ciò conferma che questo lottatore è stato creato per incarnare l'omonima leggenda risalente a SFII, dove lì veniva presunta la sua esistenza tramite una frase di Ryu erroneamente tradotta “Devi sconfiggere Sheng Long, per avere una possibilità”, poi fomentata da alcune riviste del settore; in SFIV Gouken si autocita in una frase di vittoria: "Devi sconfiggermi per avere una possibilità".
 Street Fighter V 
Gouken è presente solo nelle illustrazioni della modalità storia del suo allievo Ryu.
 Street Fighter 6 
Ryu veste come il suo maestro, ha uno stile di lotta più simile. Sheng Long appare come un personaggio non giocabile nel modo World Tour.

## Tecniche di combattimento
Essendo un sensei dell'Ansatsuken il suo stile di combattimento è simile a quello di Ryu, Ken e Akuma, tuttavia differisce in alcune cose:
- Gohadoken, variante dell'Hadoken con una mano che può essere eseguita anche in diagonale (verso l'alto). In versione EX Gouken lancia in successione due sfere di energia una in orizzontale e l'altra in diagonale. Inoltre Gouken può trattenere la sfera per qualche decimo di secondo ed imprimerle più energia;
- Senkugoshoha, veloce spostamento orizzontale con successivo colpo dato con il palmo della mano. In versione EX seguirà un secondo colpo verso l'alto;
- Kongosin, Gouken si mette in posizione difensiva e se viene colpito assorbe il colpo e scaglia un contrattacco
- Tatsumaki Gorasen, Tatsumaki Sempukyaku eseguito in verticale invece che in orizzontale;
- Forbidden Shoryuken/Kinjite Shoryuken (super combo), versione potenziata dello Shoryuken;
- Shin Shoryuken (ultra combo), successione di tre montanti;
- Denjin Hadoken (ultra combo, presente in Super Street Figter 4: AE), versione potenziata del Gohadoken, agg. scossa elettrica[6].